# José Guillermo Méndez Santizo
José Guillermo Méndez Santizo (Patzún, Chimaltenango, Guatemala, 7 de marzo de 1928-Ciudad de Guatemala, 23 de febrero de 2013) fue un farmacéutico guatemalteco, mayormente conocido como el creador de la pomada comercial guatemalteca GMS.

## Historia
Nació en el Municipio de Patzún, departamento de Chimaltenango en el año de 1928, a sus doce años se trasladó a la ciudad capital de Guatemala en busca de un trabajo y encontró oficio como mandadero de una farmacia, posteriormente viajó en los años 40 a México donde permaneció un año y regreso nuevamente a la ciudad de Guatemala, laborando nuevamente para una farmacia denominada Washingotn.
Posteriormente construyó su propia farmacia la cual inauguró en 1951, pidiendo apoyo a sus hermanos, debido a la carencia de dinero, pero fue en el año de 1953 cuando realiza una mezcla de pomada GMS para sanar a una señora con úlceras en las piernas. En 2003 fue designado como "Mariscal de la Hispanidad", título que otorga a las personas ilustres de Latinoamérica por la comunidad guatemalteca residente de Nueva York.